# Golfe de Penas
Le golfe de Penas ou golfe des Peines est un golfe située au sud de la péninsule de Taitao, au Chili. Il est ouvert aux tempêtes venant de l'ouest par l'océan Pacifique, mais il contient de nombreuses petites criques. Parmi ces criques on peut citer le golfe de Tres Montes et celui de San Esteban, la baie Tarn à l'entrée du canal Messier.

## Le Golfe des peines dans la littérature
Le Golfe des peines (Golfo de Penas) est un recueil de nouvelles de Francisco Coloane publié en 1945.

### Source
(en) « Golfe de Penas », dans Encyclopædia Britannica , 1911 (lire sur Wikisource).